# Cirina
Cirina este un gen de molii din familia Saturniidae. 

## Specii
- Cirina butyrospermi (Vuillet, 1911)
- Cirina forda (Westwood, 1849)